# مرجان بنفش
مرجان نرم بنفش یا کلاواریا زولینگری (نام علمی: Clavaria zollingeri) نام یک گونه از سرده قارچ مرجانی است.